# Cristina Pezzoli
Cristina Pezzoli (Vigevano, 2 luglio 1963 – Pistoia, 22 maggio 2020) è stata una regista teatrale italiana.

## Biografia
Nel 1982, quando era ancora studentessa di filosofia a Milano, partecipa a uno stage di Dario Fo che la porta a iscriversi, nel 1994, al corso di regia alla Scuola d'arte drammatica Paolo Grassi di Milano, dove conobbe Massimo Castri. 
Dopo il diploma 1986 inizia a collaborare come assistente di Nanni Garella e aiuto regista di Castri. Successivamente cura le regie per il Teatro Stabile di Parma, per La Contemporanea ’83 (con Sergio Fantoni) e della Compagnia Gli Ipocriti. Nel gennaio 2002 diventa Direttore artistico dell'Associazione Teatrale Pistoiese/Teatro Manzoni di Pistoia.
Nel 2000 riceve il Premio Hystrio alla Regia.

## Teatro
- Viaggi interrotti, di Sabrina Mancini, Milano, Out Off, 3 novembre 1987.
- Paura del buio, di Cristina Pezzoli, Montalcino, 20 luglio 1989.
- Novena breve,  di Cristina Pezzoli, Montalcino, 22 luglio 1989.
- Filottete, di Sofocle, Casalmaggiore, Teatro Comunale, 14 aprile 1992.
- Prigioni di coppia: La rivolta di Villiers de L'Isle-Adam, Baccanale, di Arthur Schnitzler, Spoleto, 27 giugno 1992.
- La tragedia spagnola, di Thomas Kyd, Fontanellato, Teatro Municipale, 25 settembre 1993.
- L'attesa di Remo Binosi, Parma, Teatro Due, 26 febbraio 1994. con Elisabetta Pozzi e Maddalena Crippa
- Come le foglie, di Giuseppe Giacosa, Milano, Teatro San Babila, 15 marzo 1994.
- Il lungo pranzo di Natale, di Thornton Wilder, Parma, Teatro Due, 13 marzo 1995.
- La scuola delle mogli, di Molière, Torino, Teatro Carignano, 2 maggio 1995.
- Fratello e sorella, di Wolfgang Goethe, Benevento, settembre 1995
- Il principe travestito, di Marivaux, Torino, Teatro Carignano, 18 maggio 1997.
- La Celestina, di Fernando de Rojas, Vigevano, Teatro Cagnoni, 14 novembre 1997.
- Il caso Moro, di Roberto Buffagni, Parma, Teatro Due, 10 marzo 1998.
- Canzonette vagabonde, con Maddalena Crippa, Teatro Romano di Ostia Antica, 1 agosto 1998.
- L'ultimo nastro di Krapp, di Samuel Beckett, Benevento, 11 settembre 1998. con Sergio Fantoni
- L’annaspo, di Raffaele Orlando, Roma, Teatro Valle, 5 maggio 1999.
- Filumena Marturano, di Eduardo De Filippo, Napoli, Teatro Mercadate, 26 dicembre 2000.
- Sboom!. Canti e disincanti degli anni '60 e dintorni, con Maddalena Crippa, Milano, Filodrammatici, 27 marzo 2001.
- Da lontano vi uccidono coll'onda, di Giampaolo Spinato, Milano, Officina Generale Atm, 9 luglio 2001.
- Benneide, da testi di Stefano Benni, Firenze, Teatro Puccini, 15 novembre 2001.
- Erodiadi. Partitura per Erodiade I, Erodiade II, Erodiàs, di Giovanni Testori, Milano, Teatro Franco Parenti, 19 febbraio 2002.
- Tomba di cani, di Letizia Russo, Benevento, 14 settembre 2002.
- Il sole dorme, di Sonia Antinori, Pistoia, Teatro Manzoni, 16 aprile 2004.
- Report - Tre autoritratti, di Roberto Buffagni e Giuseppe Bigoni, Roma, Cometa Off, 1 febbraio 2005.
- Casa Agamennone, di Marco Zannoni, Milano, Teatro di Verdura, 10 agosto 2005.
- Milva canta Brecht, Milano, Teatro Strehler, 29 novembre 2005.
- Teatro, di Enzo Jannacci, Bagnacavallo, Teatro Goldoni, 2 dicembre 2005.
- Gassosa di Roberto Cavosi e Musica a richiesta di Franz Xaver Kroetz, Milano, Teatro Libero, 18 gennaio 2006.
- Il padrone del cane nero, di Laura Curino, Milano, Teatro Grassi, 5 maggio 2006.
- Di buona famiglia, di Isabella Bossi Fedrigotti, Teatro Stabile di Bolzano, 5 ottobre 2006.
- Miss Universo, di Walter Fontana, Milano, Teatro Grassi, 30 novembre 2006.
- Il Metodo Gronholm, di Jordi Galcerán, Massa, Teatro Guglielmi, 12 gennaio 2007.
- La fine di Shavuoth, di Stefano Massini, Teatro Stabile di Bolzano, 4 dicembre 2007.
- Madre Coraggio e i suoi figli, di Bertolt Brecht, rielaborazione di Antonio Tarantino, Lucca, Teatro del Giglio, 25 gennaio 2008.
- Mai più soli, di Stefano Benni, Firenze, Teatro Puccini, 13 novembre 2009.
- Blitz, di Letizia Russo, Milano, Teatro Ringhiera, 18 marzo 2010.
- Precarie età, di Maurizio Donadoni, Teatro Stabile di Bolzano, 13 maggio 2010.
- Glengarry Glen Ross, di David Mamet, Asti Teatro, 26 giugno 2010.
- Sorelle d'Italia. Avanspettacolo fondamentalista, di Roberto Buffagni, Porto Venere, Arena Piazza San Pietro, 14 luglio 2010.
- Trittico, di Antonio Tarantino, Milano, Teatro Out Off, 22 febbraio 2011.
- Spettri, di Henrik Ibsen, Teatro Stabile di Bolzano, 6 ottobre 2011.
- Scuolasbroc, di Cristina Pezzoli e Letizia Russo, Milano, Teatro Menotti, 7 ottobre 2011.
- Opera viva, di Letizia Russo, Milano, Teatro Menotti, 13 ottobre 2011.
- Antigone, di Sofocle, Teatro Greco di Siracusa, 12 maggio 2013.
- Cooking, di Letizia Russo, Prato, Officina giovani, 30 giugno 2013.
- Vai! Vai! Vai! – canzoni d’amore per cambiare umore, con Laura Marinoni, Teatro Romano di Nora, 7 settembre 2013.
- Tong Men-g, di Shi Yang Shi, Prato, Museo del Tessuto, 14 febbraio 2014.
- La vita accanto, di Maria Pia Veladiano, Pistoia, Villa Puccini di Scornio, 22 marzo 2014.
- L'amore ai tempi del colera, dal romanzo di Gabriel García Márquez, Modena, Teatro Storchi, 10 marzo 2015. al pianoforte Alessandro Nidi e alla chitarra e percussioni Marco Caronna[4]
- Hedda Gabler, di Henrik Ibsen, Milano, Teatro Libero, 14 aprile 2015.
- La bisbetica domata, di William Shakespeare, Verona, Teatro Romano, 22 luglio 2015.
- Calendar Girls, di Tim Firth, Ferrara, Teatro Comunale, 22 ottobre 2015.
- Je me fut. Memorie false di una vita vera, di Rosalina Neri e Cristina Pezzoli, Milano, Teatro Franco Parenti, 22 giugno 2016.
- Love Is Blonde. Marilyn in Progress #1, di Argia Coppola, Torino, Teatro Astra, 30 novembre 2017.
- Arle chino: traditore traduttore di due padroni, di Cristina Pezzoli e Shi Yang Shi, Milano, Teatro Verdi, 1 dicembre 2017.
- Ho perso il filo, di Walter Fontana, Carpi, Teatro Comunale, 26 ottobre 2018.
- Al buio. Serata a sorpresa con i 69 attori della Palestra di Alta Formazione, Milano, Teatro Pime, 6 aprile 2019.

## Regie liriche
- Cavalleria rusticana di Pietro Mascagni e Gianni Schicchi di Giacomo Puccini, direttore Maurizio Di Robbio, Festival di Torre del Lago 25 luglio 1998.
- Tosca, di Giacomo Puccini, direttore Tiziano Severini, Lucca, Teatro del Giglio, 26 ottobre 2002.
- Il trittico, di Giacomo Puccini, direttore Julian Reynolds, Modena, Teatro Comunale, febbraio 2007
- L'elisir d'amore, di Gaetano Donizetti, Seoul Metropolitan Opera, 5 maggio 2016.
- Le Villi, di Giacomo Puccini, direttore Pier Giorgio Morandi, Modena, Teatro Comunale, 23 novembre 2018.
- Don Giovanni, di Lorenzo Da Ponte e Wolfgang Amadeus Mozart, Pisa, Teatro Verdi, 28 gennaio 2020.

## Televisione
- La Celestina, di Fernando de Rojas, Rai Due, 1999
- Filumena Marturano, di Eduardo De Filippo, 2 novembre 2003.
- Il trittico, di Giacomo Puccini, Rai 5, 30 giugno 2016.

## Radio
- I dialoghi delle Carmelitane, di Georges Bernanos, Rai Radio 2, 2004

## Premi e riconoscimenti
- 1994 - Premio IDI per la miglior regia
- 2000 - Premio Hystrio alla Regia

## Opere
- Rita Alicchio e Cristina Pezzoli (a cura di), Donne di scienza: esperienze e riflessioni, Torino, Rosenberg & Sellier, 1988, 120 p.